# Shulzhenko Patera
La Shulzhenko Patera è una struttura geologica della superficie di Venere.